# ایوت گیلبر
ایوِت گیلبر (فرانسوی: Yvette Guilbert‎؛ ۲۰ ژانویهٔ ۱۸۶۵ – ۳ فوریهٔ ۱۹۴۴) هنرپیشه و خواننده اهل فرانسه بود.
از فیلم‌ها یا برنامه‌های تلویزیونی که وی در آنها نقش داشته‌است می‌توان به فاوست اشاره کرد.